# Leck (Nordfriesland)
Leck (frisó septentrional Leek, danès Læk) és un municipi del districte de Nordfriesland, dins l'Amt Südtondern, a l'estat alemany de Slesvig-Holstein. Es troba a 30 kilòmetres de Husum i a 30 kilòmetres a l'oest de Flensburg. Està envoltat pels municipis d'Achtrup, Tinningstedt, Süderlügum, Klixbüll, Risum-Lindholm, Enge-Sande, Stadum i Sprakebüll.

## Galeria d'imatges

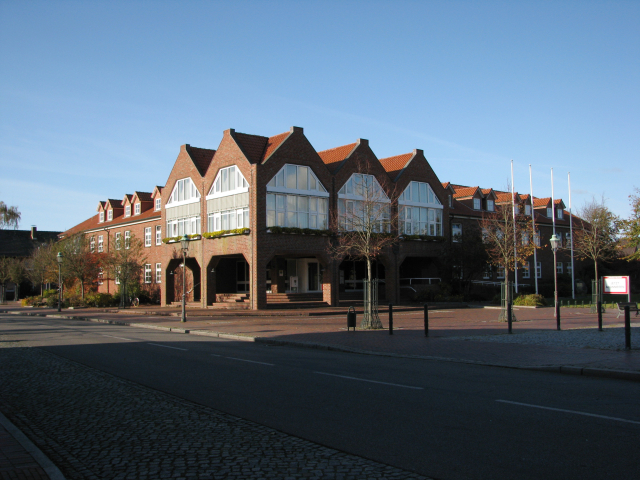
La Rathaus de Leck
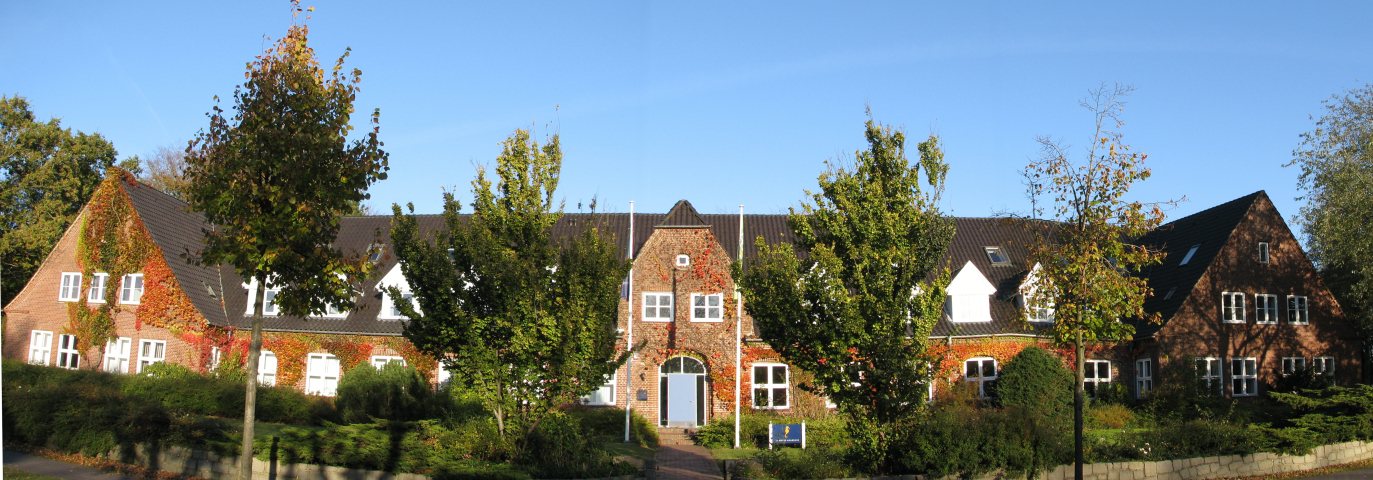
l'Acadèmia del Mar del Nord
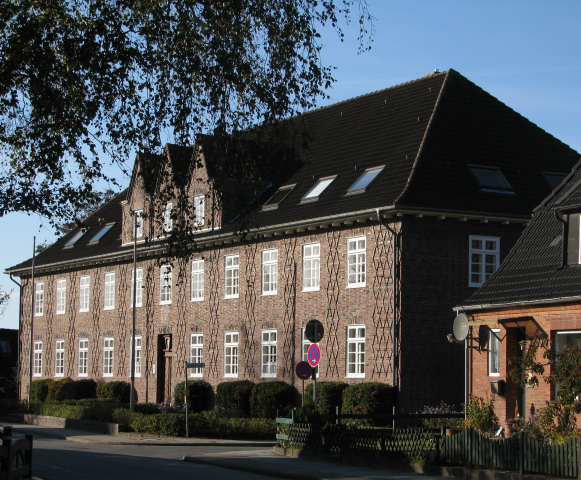
L'oficina de finances del Districte